# カーポート

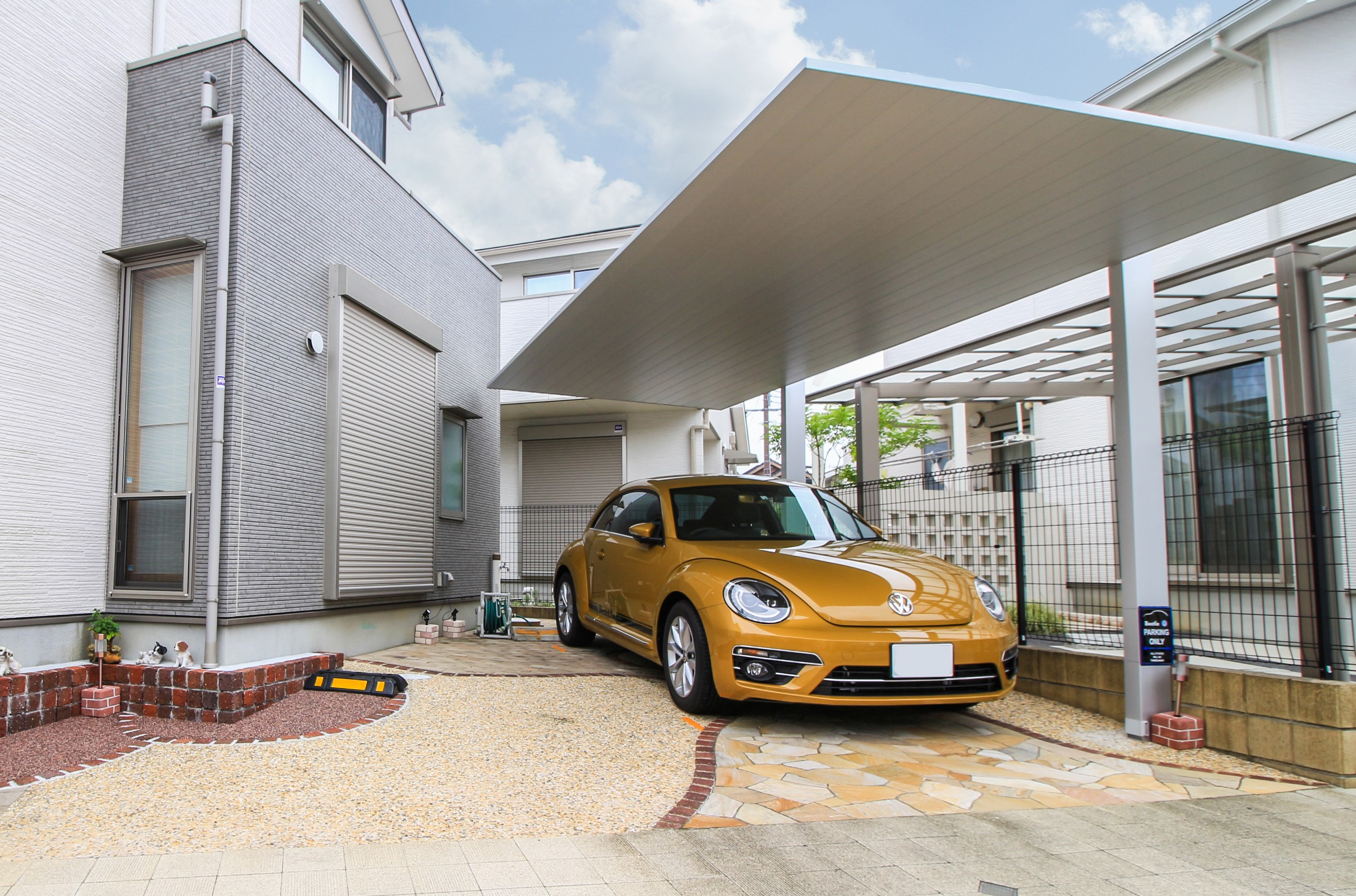
カーポートの施工例（不燃材使用）。アルミは軽量で耐久性も高い。

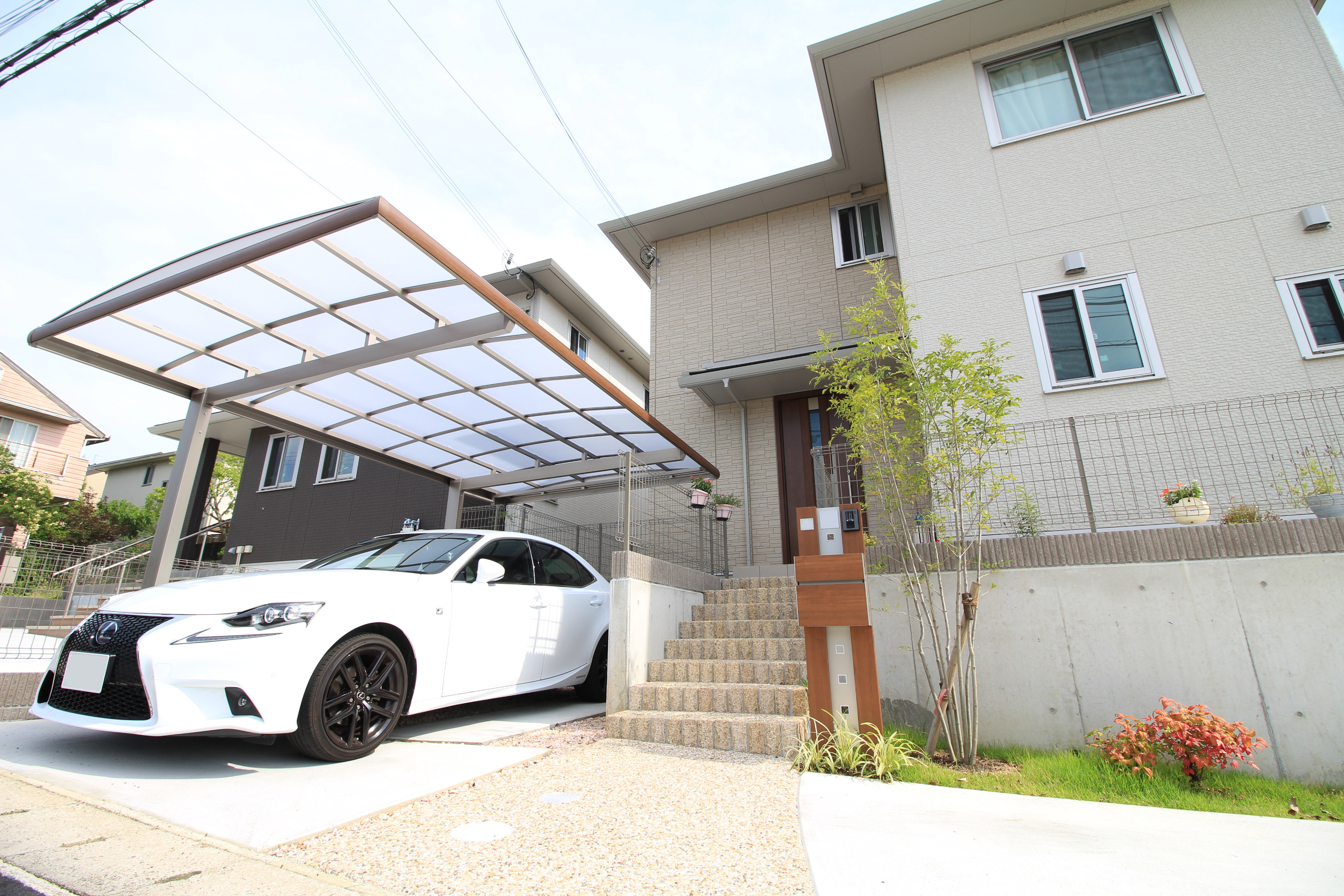
光を取り込めるポリカーボネート製屋根のカーポート。

カーポートは、住宅の敷地内に家屋に隣接させる形で造られる簡易車庫。建物に付帯して設けられ、恒久的な屋根や壁がある車庫（ガレージ）とは区別される。車庫のように建築基準法による規制を受けない。カーポートを初めて採用したのは、1910年にアメリカ合衆国イリノイ州エルムハーストに建設された「W.B.スローン邸」であった。設計者はフランク・ロイド・ライト事務所出身のウォルター・バーリー・グリフィンで、この家が史上初のカーポート付き住宅であった。「カーポート」という単語の生みの親は、グリフィンの師にあたるライトで、1930年代にユーソニアン住宅にカーポートを設置し、初めてカーポートと呼んだ。

## 概要
カーポートは、家屋とは切り離して別棟として造設される屋根と柱だけの簡易な構造の自動車用車庫を指す。扉や壁がついていないため、開放感があり、停車時に車の横や後ろに壁がないため、乗り降りや荷物の積みおろしがしやすいが特徴。日本では15m2以下の小規模なもので、自動車を雨や太陽光から保護する役割を持つ。カーポートは扉付きガレージと異なり、オープンタイプであるため、所有する車を人に見せたい場合には最適であり、車社会のアメリカでは普及している。一般に上屋根と軽量鉄骨の柱とからなり、床は、洗車を考慮に入れてコンクリート土間とされることが多く、排水溝が設けられ、50分の1程度の水勾配が付けられる。
洗車により、泥と油分が出やすいため、直径20cmほどの排水管が使用され、打ち抜き鉄板や格子蓋を取り付けることが推奨される。屋根材には日本ではポリカーボネート板が普及しているが、耐久性、耐火性などを考慮しカラー鉄板などの不燃材が使われることがある。
日本での市場規模は、2018年現在で460億円と言われる。2018年現在で過去20年間の新築着工数が40%減少する中、エクステリア市場は2%増を続けており、特にカーポートとガーデンの需要はタイトである。また、カーポート購入を検討する人たちの選定ポイントは、第1位が価格、第2位にデザインが続き、カーポートを買わない人たちの理由として70%以上が「住宅に調和しない」が挙げられた。この結果を受け、2017年にはLIXILが次世代カーポートとしてアルミ材を使用し、雨どいを屋根と柱の中空部分を通すことでデザイン性を高めた新製品を開発し、2017年グッドデザイン賞を受賞したほか、2018年には四国化成工業は後方支持でありながら、上吊り部材のない斬新なデザインの新商品を発売するなど新たな提案がなされている。

## 素材
- アルミ

最もよく使われて、軽くて丈夫で、錆びにくいため耐久性も高い。
- スチール

丈夫でアルミより安価だが、錆びやすく、塗装など防錆対策が必要。
- ポリカーボネート

屋根に最も使われる素材。プラスチックの板で、弾力性を持ち、熱にも強く、強度もあり劣化しにくい。また色や形状のバリエーションも豊富。
- アクリル、塩化ビニール

かつて使われていたが、劣化しやすく、ポリカーボネートに取って代わられた。

## カーポートの例

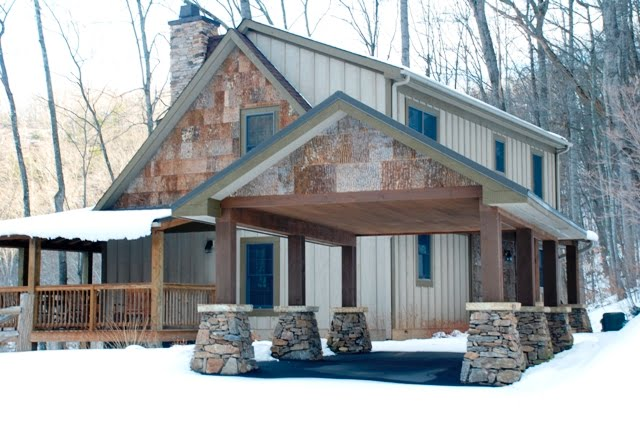
住宅との調和を図りながら独立したタイプのカーポート
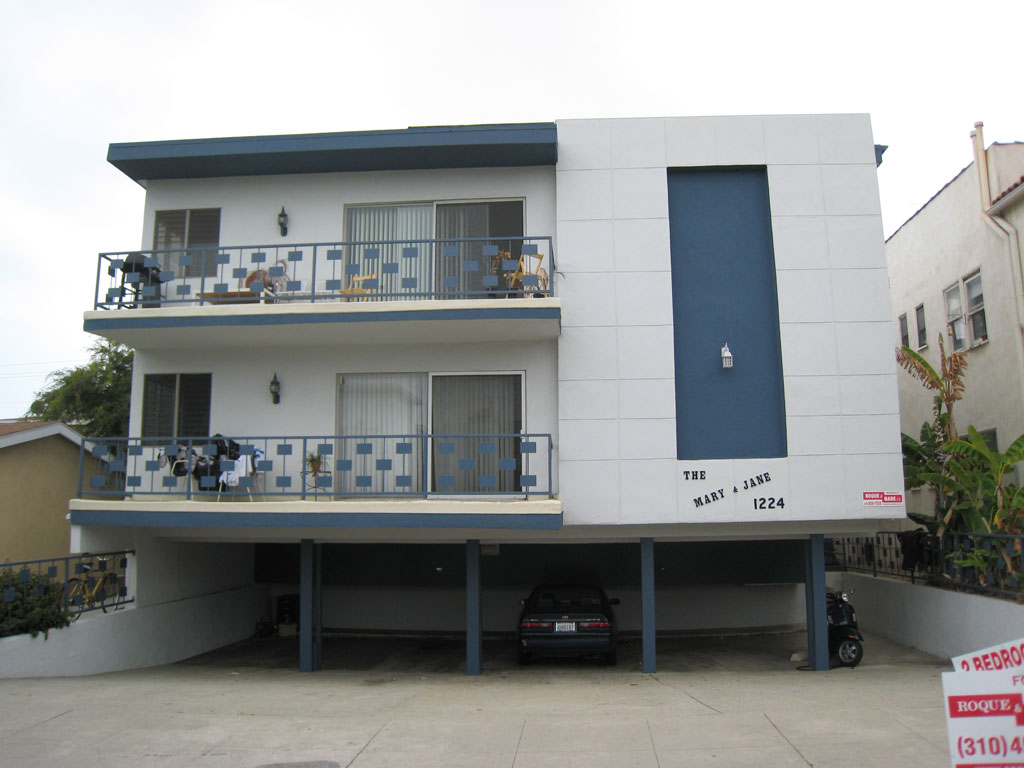
アパートの下に造られたタイプのカーポート
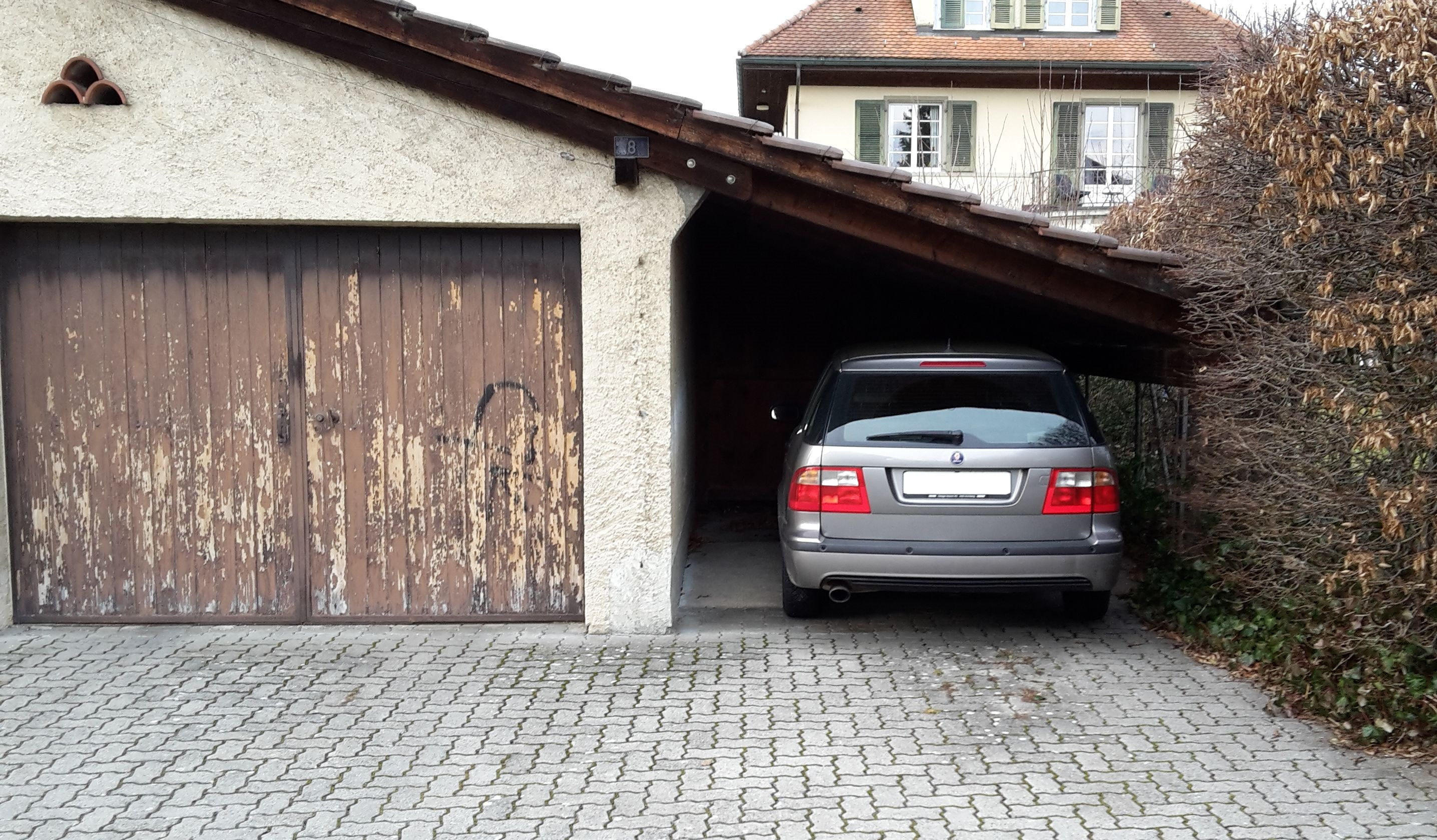
住宅の一部を利用したタイプのカーポート
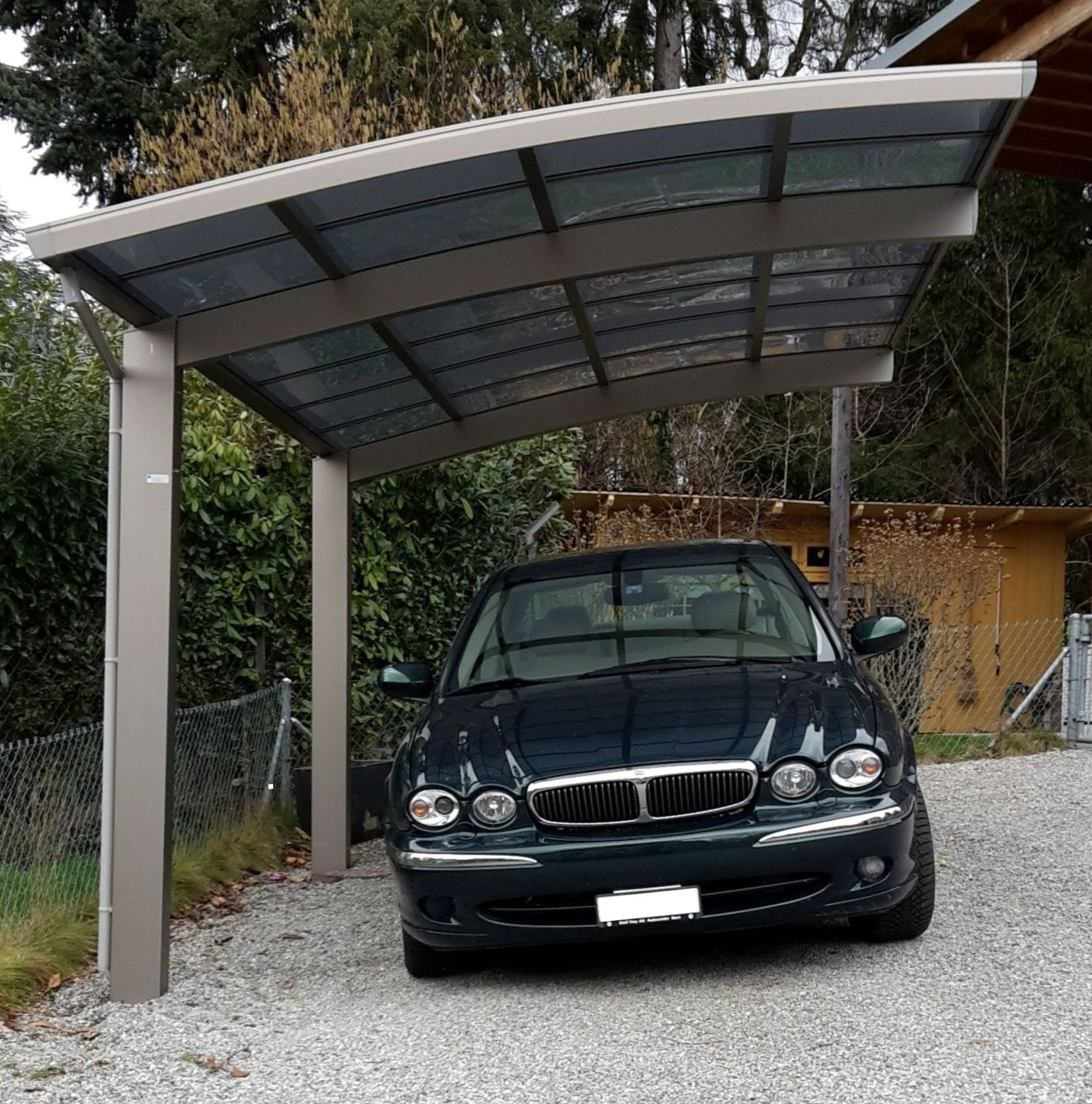
ドイツの住宅のカーポート